# Eulerjeva enakost štirih kvadratov
Eulerjeva enákost štírih kvadrátov [òjlerjeva ~] v matematiki trdi, da je produkt dveh števil, od katerih je vsako vsota štirih popolnih kvadratov, tudi sam vsota štirih kvadratov. Bolj natančno:
{\displaystyle (a_{1}^{2}+a_{2}^{2}+a_{3}^{2}+a_{4}^{2})(b_{1}^{2}+b_{2}^{2}+b_{3}^{2}+b_{4}^{2})\!\,}
{\displaystyle =(a_{1}b_{1}-a_{2}b_{2}-a_{3}b_{3}-a_{4}b_{4})^{2}+(a_{1}b_{2}+a_{2}b_{1}+a_{3}b_{4}-a_{4}b_{3})^{2}\,}
{\displaystyle +\,(a_{1}b_{3}-a_{2}b_{4}+a_{3}b_{1}+a_{4}b_{2})^{2}+(a_{1}b_{4}+a_{2}b_{3}-a_{3}b_{2}+a_{4}b_{1})^{2}\!\,.}
Leonhard Euler je pisal o tej enakosti leta 1750. Lahko se jo dokaže z elementarno algebro in velja za vsak komutativni kolobar. Če so števila ai in bi realna, obstaja še bolj ličen dokaz: enakost izraža dejstvo, da je absolutna vrednost produkta dveh kvaternionov enaka produktu njunih absolutnih vrednosti.
Enakost je uporabil Joseph-Louis de Lagrange pri dokazu svojega izreka štirih kvadratov.